# 硫化钕
硫化钕是钕的一种硫化物，化学式 Nd
2S
3。

## 制备
硫化钕可以由氧化钕和硫化氢在 1450 °C 反应而成。
{\displaystyle {\ce {Nd2O3 + 3 H2S -> Nd2S3 + 3 H2O}}}
它也可以由钕和硫直接反应而成：
{\displaystyle {\ce {2 Nd + 3 S -> Nd2S3}}}

## 性质
γ-硫化钕是一种浅绿色固体。硫化钕有三种形态。α-硫化钕是正交晶系的，β-硫化钕是四方晶系的，而γ-硫化钕是立方晶系的。
在 1650 °C 的真空下，γ-硫化钕会分解成一硫化钕。